# Ернест Вилимовски
Ернест Отон Вилимовски (на полски: Ernest Otton Wilimowski; на немски: Ernst Otto Willimowski; 23 юни 1916, Катовице — 30 август 1997, Карлсруе) — полски и немски футболист, ляв нападател. Влиза в числото на най-добрите голмайстори в историята както в националния отбор на Полша, така и в полския клубен футбол. След повторното приемане на немско гражданство, играи също и за националния отбор на Германия.
Вилимовски е първия играч, вкарал четири гола в один мач на Световно първенство. През цялата си кариера, той вкарва 1175 гола, въпреки че не са проверени и потвърдени и включват приятелските и неофициалните срещи, Rec.Sport.Soccer потвърждава, че Вилимовски е вкарал 554 официални гола, което го нарежда на 11 място в списъка на най-добрите голмайстори в историята на футбола.
Вилимовски играе също и хокей на лед за отбора на „Погон“ в Катовице.

## Успехи

### Отборни
- Шампион на Полша (5): 1934, 1935, 1936, 1938, 1939
- Участник на СП-1938 и ОИ-1936
- Hосител на купата на Германия (1): 1942

### Лични
- Голмайстор №1 в шампионата на Полша (3): 1934, 1936, 1939
- Втори по резултатност в историята на световите първенства – 4 гола в един мач:05.06.1938 – ЧМ-1938 года в мача с Бразилия